# Andel (Brabant-Septentrional)
Pour les articles homonymes, voir Andel.
Andel est un village néerlandais, situé dans la commune d'Altena, et dans la province du Brabant-Septentrional. Andel est situé dans l'est du Pays de Heusden et d'Altena, sur la rive gauche de l'Afgedamde Maas. Andel est composé de deux parties : Op-Andel et Neer-Andel.

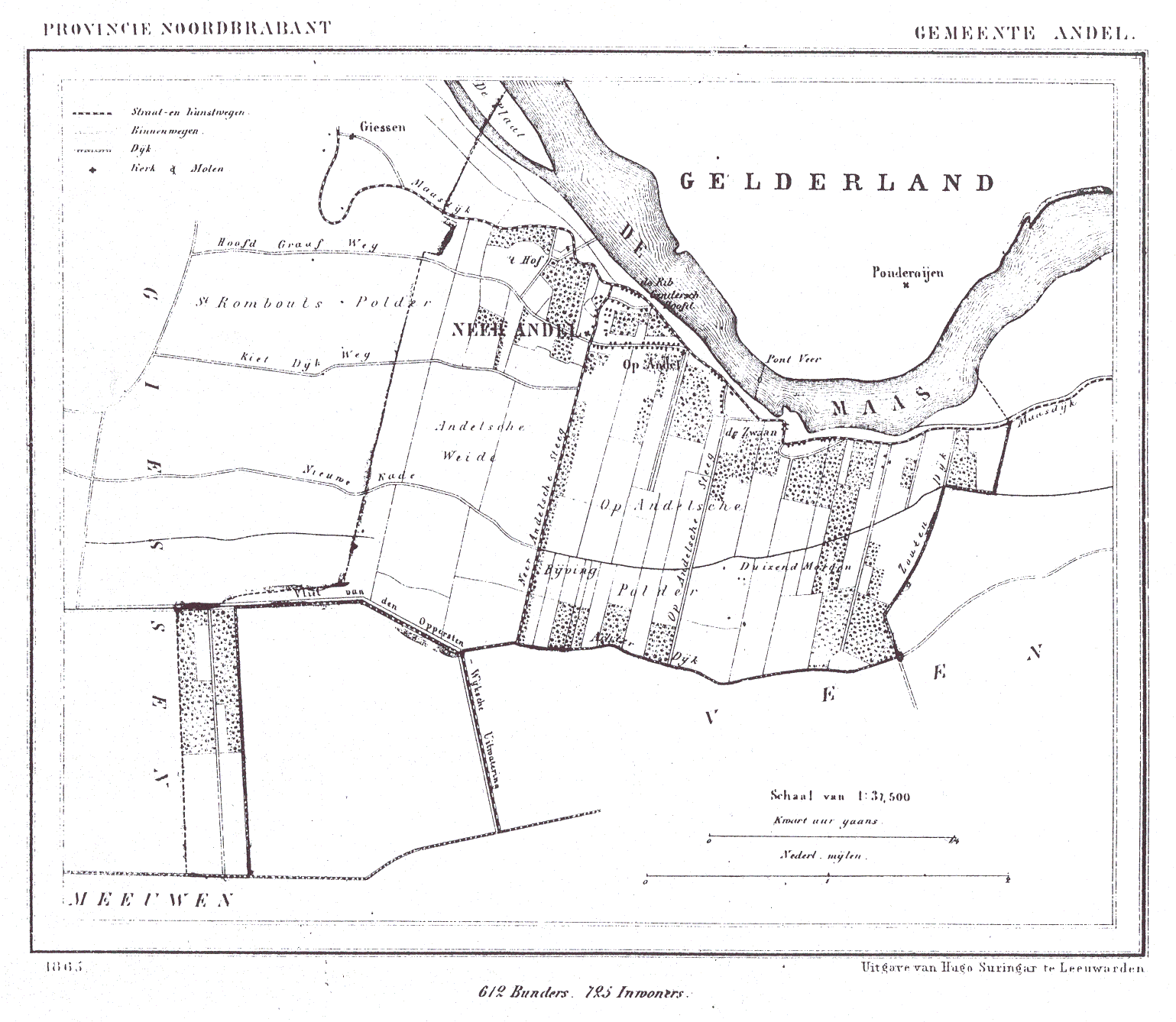
Andel en 1865

Le village a été fondé sur les rives de la rivière Alm, mais à la suite des fortes modifications des cours d'eau de cette région, Andel se situe désormais sur l'Afgedamde Maas. Jusqu'en 1812, le village appartenait à la Hollande. Jusqu'en 1973, Andel était une commune indépendante.